# ジェシー・バックリー
ジェシー・バックリー（Jessie Buckley、1989年12月28日 - ）は、アイルランドの女優。

## 来歴
キラーニー出身。2008年、BBCのオーディション番組に出演したのをきっかけに芸能界入り、アイルランドやロンドンを中心に舞台に立つ。2013年1月に王立演劇学校を卒業。
2016年、テレビミニシリーズ『戦争と平和』に出演して注目され、2017年、初主演映画『Beast』で英国インディペンデント映画賞最優秀新人賞を受賞した。2018年、映画『ワイルド・ローズ』の主人公ローズ役に抜てきされ、主題歌「Glasgow」を始めとする劇中歌も吹き替えなしで担当して、BAFTAスコットランド・アワード主演女優賞を受賞するなど高い評価を受けた。
2021年、マギー・ジレンホール監督作『ロスト・ドーター』で、オリヴィア・コールマン演じる主人公ラダの若き日を演じ、第75回英国アカデミー賞での助演女優賞ノミネートを始め、第94回アカデミー賞でも助演女優賞にノミネートされ、自身初のオスカー候補を果たした。

## 主な出演作品

### 映画
| 公開年 | 邦題 原題                                                   | 役名                       | 備考                                                | 吹き替え           |
| ------ | ----------------------------------------------------------- | -------------------------- | --------------------------------------------------- | ------------------ |
| 2017   | Beast                                                       | Moll                       | 英国インディペンデント映画賞最優秀新人賞 劇場未公開 | （吹き替え版なし） |
| 2018   | ワイルド・ローズ Wild Rose                                  | ローズ＝リン・ハーラン     | BAFTAスコットランド・アワード主演女優賞             | （吹き替え版なし） |
| 2019   | ジュディ 虹の彼方に Judy                                    | ロザリン・ワイルダー       |                                                     | （吹き替え版なし） |
| 2020   | ドクター・ドリトル Dolittle                                 | ヴィクトリア女王           |                                                     | 瀬戸麻沙美         |
| 2020   | クーリエ:最高機密の運び屋 The Courier                       | シーラ・ウィン             |                                                     | （吹き替え版なし） |
| 2020   | 彼女たちの革命前夜 Misbehaviour                             | ジョー・ロビンソン         |                                                     | （吹き替え版なし） |
| 2020   | もう終わりにしよう。 I'm Thinking of Ending Things          | ジェイクの恋人             |                                                     | （吹き替え版なし） |
| 2021   | ロスト・ドーター The Lost Daughter                          | 若い頃のレダ・カルーソ     |                                                     | 瀬戸麻沙美         |
| 2022   | MEN 同じ顔の男たち Men                                      | ハーパー・マーロウ         |                                                     | 永宝千晶           |
| 2022   | ウーマン・トーキング 私たちの選択 Women Talking             | マリチ                     |                                                     | 永宝千晶           |
| 2022   | スクルージ: クリスマス・キャロル Scrooge: A Christmas Carol | イザベル                   | 声の出演                                            | 水野貴以           |
| 2023   | フィンガーネイルズ Fingernails                              | アンナ                     | 声の出演                                            | 鹿野真央           |
| 2023   | リトルハンプトンの怪文書 Wicked Little Letters              | ローズ･グッディング        |                                                     | （吹き替え版なし） |
| 2025   | ザ・ブライド!（原題） The Bride!                            | フランケンシュタインの花嫁 | 撮影中                                              |                    |

### テレビドラマ
| 放映年    | 邦題 原題                           | 役名                     | 備考                    | 吹き替え           |
| --------- | ----------------------------------- | ------------------------ | ----------------------- | ------------------ |
| 2010-2011 | This September                      | Emily Strong             | 計3話出演               | （吹き替え版なし） |
| 2016      | 戦争と平和 War & Peace              | マリヤ・ボルコンスカヤ   | ミニシリーズ、計6話出演 | 渋谷はるか         |
| 2017      | TABOO タブー Taboo                  | ローナ・ボウ             | 計7話出演               | 岡田恵             |
| 2017      | The Last Post                       | Honor Martin             | ミニシリーズ、計6話出演 | （吹き替え版なし） |
| 2018      | The Woman in White                  | Marian Halcombe          | ミニシリーズ、計5話出演 | （吹き替え版なし） |
| 2019      | チェルノブイリ Chernobyl            | リュドミラ・イグナテンコ | ミニシリーズ、計5話出演 | 小若和郁那         |
| 2020      | FARGO/ファーゴ:カンザスシティ Fargo | オラエッタ・メイフラワー | 第4シーズン、計10話出演 | まつだ志緒理       |